# Briton John
Pour les articles homonymes, voir John.
Briton John, né le 16 janvier 2000, est un coureur  cycliste guyanien.

## Biographie
En 2017 et 2018, Briton John remporte le titre national sur route chez les juniors (moins de 19 ans). Il devient ensuite champion de Guyana du contre-la-montre en 2019 au niveau élite, alors qu'il est âgé de dix-neuf ans,. Les années suivantes, il continue de concourir dans son pays natal et sur le circuit américain. Il gagne notamment la première étape puis le classement général de l'Independence Stage Race en 2021. 
Lors de la saison 2023, il s'impose sur le championnat de Guyana en ligne. Il est également sélectionné en équipe nationale pour participer aux championnats du monde élites, disputés à Glasgow.
En 2024, il obtient la deuxième place du Tour de Guyane, faisant de lui le premier guyanien à monter sur le podium de cette compétition en 25 ans.

## Palmarès
- 2016
  - 3e du championnat de Guyana sur route juniors
- 2017
  -  Champion de Guyana sur route juniors
  - 2e du championnat de Guyana du contre-la-montre juniors
- 2018
  -  Champion de Guyana sur route juniors
  -  Champion de Guyana du contre-la-montre juniors
  - 3e étape de l'Independence Stage Race
- 2019
  -  Champion de Guyana du contre-la-montre
  - 1er de la Grenville Felix Memorial Cycle Race[6]
- 2020
  - LonLam Classic
- 2021
  - Georgetown-Mahaica-Georgetown
  - Independence Stage Race :
    - Classement général
    - 1re étape

  - LonLam Classic
- 2023
  -  Champion de Guyana sur route
  - Forbes Burnham Memorial
  - Cheddi Jagan Memorial
  - Team Alanis Race
  - Regan Rodrigues Memorial
- 2024
  -  Champion de Guyana sur route
  -  Champion de Guyana du contre-la-montre
  - Independence Stage Race :
    - Classement général
    - 1re, 2e et 3e étapes[7]

  - CRCA Dave Jordan Central Park Classic
  - 2eb étape du Tour de Guyane
  -  Médaillé de bronze du championnat de la Caraïbe sur route[8]
- 2025
  - Forbes Burnham Memorial
  - 2e du championnat de Guyana sur route